# Nuncius
In diritto, il nuncius (o nuncio, messo) è colui che riporta per conto di un altro soggetto una dichiarazione. In nessun modo interagisce con i terzi, semplicemente riporta la volontà di un altro soggetto.